# Gonatopus
Gonatopus es un género de plantas con flores perteneciente a la familia Araceae. Es originario del este y sur de África tropical.

## Descripción
Consiste de alrededor de cinco especies. Las plantas en general, sólo producen una hoja de su tubérculo.  En G. boivinii ,  la hoja es tripinnada, y con su tallo puede alcanzar hasta 1 m de altura y 40 cm de ancho; los foliolos individuales tienen hasta 10 cm de largo y 3,5 cm de ancho, en G. angustus ,  la hoja puede alcanzar 1,5 m de altura. Una espádice surge del tubérculo a finales de primavera.

## Taxonomía
El género fue descrito por Hook.f. ex Engl. y publicado en Monogr. Phan. 2: 208. 1879.  La especie tipo es: Gonatopus boivinii

## Especies
- Gonatopus angustus
- Gonatopus boivinii
- Gonatopus clavatus
- Gonatopus latilobus
- Gonatopus petiolatus